# Hithouse
Hithouse war ein Musikprojekt des niederländischen Sängers, DJs, Remixers und Produzenten Peter Slaghuis, dessen Name aus der Übertragung seines Familiennamens Slaghuis ins Englische – Slag bedeutet hierbei Hit, Huis bedeutet House – entstand.

## Leben und Wirken
Mit Jack to the Sound of the Underground landete Hithouse Ende 1988/Anfang 1989 einen europaweiten Hit. Der Titel stieg zunächst auf Position 14 der UK-Charts, zwei Monate später auch in die Top 10 in Deutschland (Platz 6) und der Schweiz (Platz 3).
Auch die zweite Single Move Your Feet to the Rhythm of the Beat brachte 1989 achtbaren Erfolg in der deutschen (Platz 26) und britischen Hitparade (Platz 69). I’ve Been Waiting for Your Love schaffte ein Jahr später lediglich Platz 91 im Vereinigten Königreich. Weitere kommerzielle Erfolge unter diesem Namen blieben aus.
Der Hithouse-Protagonist starb 1991 bei einem Autounfall. 1994 erschien postum ein Remix des Titels Jack to the Sound of the Underground.

## Diskografie

### Alben
- 1989: Hithouse
- 1991: Acute Sense of Hearing

### Singles
- 1988: Jack to the Sound of the Underground
- 1989: Move Your Feet to the Rhythm of the Beat
- 1989: Everybody
- 1989: I Felt Acid House Love
- 1989: The Deep Piano House
- 1989: Blast Off
- 1990: I’ve Been Waiting for Your Love
- 1990: A Bright Day
- 1990: Seeking for Birds
- 1991: The Hit-House Megamix
- 1994: Jack to the Sound (94 Remix)

## Auszeichnungen für Musikverkäufe
| Silberne Schallplatte - Frankreich - 1988: für die Single Jack to the Sound of the Underground |

| Land/RegionAuszeichnungen für Musikverkäufe (Land/Region, Auszeichnungen, Verkäufe, Quellen) | Silber  | Gold | Platin | Verkäufe | Quellen     |
| -------------------------------------------------------------------------------------------- | ------- | ---- | ------ | -------- | ----------- |
| Frankreich (SNEP)                                                                            | Silber1 | —    | —      | 200.000  | infodisc.fr |
| Insgesamt                                                                                    | Silber1 | —    | —      |          |             |